# Saint-Alexandre-de-Kamouraska
Saint-Alexandre-de-Kamouraska är en kommun i provinsen Québec i Kanada, vars centrum utgör tätorten (centre de population) Saint-Alexandre. Den ligger i regionen Bas-Saint-Laurent, i den östra delen av landet, 500 km nordost om huvudstaden Ottawa. Även kommunen hette officiellt bara Saint-Alexandre till 1997.